# Punct ideal

Trei triunghiuri ideale în modelul discului Poincaré, ale căror vârfuri sunt puncte ideale

În geometria hiperbolică un punct ideal, punct omega sau punct de la infinit este un punct bine definit, aflat în exteriorul planului sau spațiului hiperbolic.
Fiind dată o dreaptă l și un punct P care nu este situat pe l, paralelele la stânga și la dreapta la l prin P converg spre l în punctele ideale.
Spre deosebire de cazul proiectiv, punctele ideale formează o frontieră, nu o subvarietate. Deci, paralelele nu se intersectează într-un punct ideal și astfel de puncte, deși sunt bine definite, nu aparțin spațiului hiperbolic în sine.
Mulțimea punctelor ideale formează absolutul Cayley⁠(d) sau frontiera geometriei hiperbolice. De exemplu, cercul unitate formează absolutul Cayley al modelului discului Poincaré și al modelului discului Klein⁠(d), în timp ce dreapta reală formează absolutul Cayley al modelului semiplanului Poincaré⁠(d).
Axioma lui Pasch și teorema unghiului exterior sunt încă valabile pentru un triunghi omega, definit de două puncte în spațiul hiperbolic și un punct omega.

## Proprietăți
- Distanța hiperbolică dintre un punct ideal și orice alt punct sau punct ideal este infinită.
- Centrele oriciclelor și orisferelor sunt puncte ideale; două oricicle sunt concentrice atunci când au același centru.

## Poligoane cu vârfuri ideale

### Triunghiuri ideale
Dacă toate vârfurile unui triunghi hiperbolic sunt puncte ideale, atunci triunghiul este un triunghi ideal.
Triunghiurile ideale au o serie de proprietăți interesante:
- Toate triunghiurile ideale sunt congruente.
- Unghiurile interioare ale unui triunghi ideal sunt toate zero.
- Orice triunghi ideal are un perimetru infinit.
- Orice triunghi ideal are aria {\displaystyle \pi /-K} unde K este curbura (negativă) a planului.[4]

### Patrulatere ideale
Dacă toate vârfurile unui patrulater sunt puncte ideale patrulaterul este un patrulater ideal.
În timp ce toate triunghiurile ideale sunt congruente, nu toate patrulaterele sunt, diagonalele pot face unghiuri diferite între ele rezultând patrulatere necongruente, cu proprietățile:
- Unghiurile interioare ale unui patrulater ideal sunt toate zero.
- Orice patrulater ideal are un perimetru infinit.
- Orice patrulater convex care nu se autointersectează are aria {\displaystyle 2\pi /-K} unde K este curbura (negativă) a planului.

### Pătrat ideal
Patrulaterul ideal în care cele două diagonale sunt perpendiculare una pe cealaltă formează un pătrat ideal. Acesta a fost folosit de Ferdinand Karl Schweikart în memorandumul său despre ceea ce el a numit „geometrie astrală”, una dintre primele publicații care recunoaște posibilitatea geometriei hiperbolice.

### n-goane ideale
Un n-gon ideal poate fi descompus în (n − 2) triunghiuri ideale. Aria sa este de (n − 2) ori aria unui triunghi ideal.

## Reprezentări în modele din geometria hiperbolică
În ambele modele de discuri ale planului hiperbolic, modelul discului Klein și modelul discului Poincaré, punctele ideale se află pe cercul unitate al planului hiperbolic sau, în dimensiuni superioare, pe sfera unitate, care este frontiera inaccesibilă a spațiului hiperbolic.
Când se proiectează aceeași dreaptă hiperbolică în modelul discului Klein și modelul discului Poincaré, ambele drepte trec prin aceleași două puncte ideale (punctele ideale din ambele modele sunt în același loc).

### Modelul discului Klein
Fiind date două puncte diferite p și q din discul unitate deschis, dreapta unică care le unește intersectează cercul unitate în două puncte ideale, a și b, etichetate astfel încât punctele să fie în ordinea a, p, q, b, astfel încât |aq| > |ap| și |pb| > |qb|. Atunci distanța hiperbolică dintre p și q este
{\displaystyle d(p,q)={\frac {1}{2}}\log {\frac {\left|qa\right|\left|bp\right|}{\left|pa\right|\left|bq\right|}},}

### Modelul discului Poincaré
Fiind date două puncte diferite p și q din discul unitate deschis, arcul de cerc dintre ele ortogonal pe frontieră intersectează cercul unitate în două puncte ideale, a și b, etichetate astfel încât punctele să fie în ordinea a, p, q, b, astfel încât |aq| > |ap| și |pb| > |qb|. Atunci distanța hiperbolică dintre p și q este
{\displaystyle d(p,q)=\log {\frac {\left|qa\right|\left|bp\right|}{\left|pa\right|\left|bq\right|}},}
Distanțele se măsoară de-a lungul segmentelor de „dreaptă” (geodezică) aq, ap, pb și qb.

### Modelul semiplanului Poincaré
În modelul semiplanului Poincaré⁠(d) punctele ideale sunt punctele de pe axă (frontieră). Există, de asemenea, un alt punct ideal care nu este reprezentat în modelul semiplanului (dar razele paralele cu axa y se apropie de el).

### Modelul hiperboloidului
În modelul hiperboloidului⁠(d) nu există puncte ideale.